# Taça de Portugal 1947/48
Die Taça de Portugal 1947/48 war die neunte Austragung des portugiesischen Pokalwettbewerbs. Er wurde vom portugiesischen Fußballverband ausgetragen. Das Finale fand am 4. Juli 1948 im Estádio Nacional von Oeiras statt. Sporting Lissabon gewann zum dritten Mal in Folge den Pokal. Der Wettbewerb wurde in der vergangenen Saison aufgrund von Planungen zur Schaffung einer dritten Liga und damit verbundenen Terminschwierigkeiten nicht gespielt.
Alle Begegnungen wurden in einem Spiel ausgetragen. Bei unentschiedenem Ausgang wurde zur Ermittlung des Siegers eine Verlängerung gespielt. Stand danach kein Sieger fest, wurde das Spiel wiederholt.

## Teilnehmende Teams
| Primeira Divisão (14) | Segunda Divisão (10) | Terceira Divisão (4)                                                           | Madeira-Meister (1) |
| --- | --- | ------------------------------------------------------------------------------ | ------------------- |
| - Académica de Coimbra - Atlético CP - Belenenses Lissabon - Benfica Lissabon - Boavista Porto - SL Elvas - GD Estoril Praia - Lusitano VRSA - SC Olhanense - FC Porto - Sporting Braga - Sporting Lissabon - Vitória Guimarães - Vitória Setúbal | - FC Barreirense - GD da CUF Barreiro - CD Beja - SC Covilhã - FC Famalicão - Leixões SC - SGS Leões Santarém - UD Oliveirense - Portimonense SC - União de Coimbra | - Académico de Viseu FC - CD Cova da Piedade - SC Farense - SC União Torreense | - Marítimo Funchal  |

## 1. Runde
Die Spiele fanden am 6. und 10. Juni 1948 statt.
|                      | Ergebnis  |                       |
| -------------------- | --------- | --------------------- |
| FC Porto             | 9:0       | União de Coimbra      |
| GD Estoril Praia     | 1:0       | Lusitano VRSA         |
| UD Oliveirense       | 3:1       | FC Famalicão          |
| Portimonense SC      | 4:1       | CD Beja               |
| Sporting Lissabon    | 5:1       | Vitória Guimarães     |
| Sporting Braga       | 3:2       | SGS Leões Santarém    |
| SL Elvas             | 13:00     | SC Farense            |
| GD da CUF Barreiro   | 4:2 n. V. | Académico de Viseu FC |
| Atlético CP          | 4:2 n. V. | SC Covilhã            |
| Académica de Coimbra | 4:1       | Boavista Porto        |
| FC Barreirense       | 0:0 n. V. | Vitória Setúbal       |
| Belenenses Lissabon  | 3:1       | Leixões SC            |
| Benfica Lissabon     | 2:1       | Boavista Porto        |
| CD Cova da Piedade   | 0:0 n. V. | SC União Torreense    |

### Wiederholungsspiel
Das Spiel fand am 9. Juni 1948 statt.
|                    | Ergebnis |                    |
| ------------------ | -------- | ------------------ |
| FC Barreirense     | 1:0      | Vitória Setúbal    |
| CD Cova da Piedade | w. o.    | SC União Torreense |

## Achtelfinale
Die Spiele fanden am 13. Juni 1948 statt.
|                    | Ergebnis  |                      |
| ------------------ | --------- | -------------------- |
| Portimonense SC    | 3:0       | Sporting Braga       |
| Sporting Lissabon  | 6:2       | GD Estoril Praia     |
| UD Oliveirense     | 2:1       | Académica de Coimbra |
| Benfica Lissabon   | 6:1       | SL Elvas             |
| FC Barreirense     | 1:0       | FC Porto             |
| Atlético CP        | 3:0       | CD Cova da Piedade   |
| GD da CUF Barreiro | 0:1 n. V. | Belenenses Lissabon  |

## Viertelfinale
Der Madeira-Meister stieg in dieser Runde ein. Die Spiele fanden am 20. Juni 1948 statt.
|                     | Ergebnis |                   |
| ------------------- | -------- | ----------------- |
| Portimonense SC     | 1:6      | Sporting Lissabon |
| Atlético CP         | 1:2      | Benfica Lissabon  |
| Belenenses Lissabon | 8:1      | UD Oliveirense    |
| FC Barreirense      | 2:0      | Marítimo Funchal  |

## Halbfinale
Die Spiele fanden am 27. Juni 1948 statt.
|                     | Ergebnis |                  |
| ------------------- | -------- | ---------------- |
| Sporting Lissabon   | 3:0      | Benfica Lissabon |
| Belenenses Lissabon | 5:1      | FC Barreirense   |

## Finale
| Paarung             | Sporting Lissabon – Belenenses Lissabon |
| Ergebnis            | 3:1 (2:0) |
| Datum               | 4. Juli 1948 |
| Stadion             | Estádio Nacional, Oeiras |
| Schiedsrichter      | Libertino Domingues |
| Tore                | 1:0 Fernando Peyroteo (30.) 2:0 Albano Pereira (34.) 2:1 Teixeira da Silva (52.) 3:1 Fernando Peyroteo (65.) |
| Sporting Lissabon   | João Azevedo – Juvenal Silva, Álvaro Cardoso – Manuel Marques , Veríssimo Alves, Carlos Canário – Fernando Peyroteo, José Travassos, Jesus Correia, Manuel Vasques, Albano Pereira. Cheftrainer: Cândido de Oliveira                      |
| Belenenses Lissabon | José Sério – Vasco Oliveira, Serafim Neves, António Figueiredo, António Feliciano – António Nunes, Fernando Mates, Teixeira da Silva, António Castela – Pinto de Almeida, Artur Quaresma . Cheftrainer: Alejandro Scopelli ( Argentinien) |